# Babadağ (district)
Babadağ is een Turks district in de provincie Denizli en telt 7.950 inwoners (2007). Het district heeft een oppervlakte van 179,59 km².
De bevolkingsontwikkeling van het district is weergegeven in onderstaande tabel.
| 1997  | 2000  | 2007  |
| ----- | ----- | ----- |
| 8.771 | 8.212 | 7.950 |